# ديوغو فريري
ديوغو فريري هو لاعب كرة قدم برتغالي في مركز حراسة المرمى، ولد في 30 مارس 1990 في فينداس نوفاس في البرتغال. لعب مع ديسبورتيفو تروفينسي.

## وصلات خارجية
- ديوغو فريري على موقع قاعدة بيانات كرة القدم.إي يو (الإنجليزية)
- ديوغو فريري على موقع Soccerway.com (الإنجليزية)